# Javier Manjarín
Javier Manjarín Pereda (Gijón, Asturias, 31 de diciembre de 1969) es un exfutbolista español que jugaba como delantero.

## Trayectoria
Se incorporó a los quince años a la Escuela de fútbol de Mareo del Real Sporting de Gijón procedente del Inmaculada, donde destacó desde sus inicios como futbolista. Pasadas sus etapas en el fútbol base, fue incluido en la plantilla del Sporting de Gijón Atlético cuando el filial rojiblanco militaba en Tercera División. Debutó con el primer equipo del Sporting, en Primera, el 8 de octubre de 1989 en un partido frente al Athletic Club disputado en el estadio El Molinón que finalizó con derrota local por 0-1. En total, participó en veintinueve encuentros durante esa temporada. Al año siguiente fue titular jugando como delantero a las órdenes de Ciriaco Cano y consiguió la clasificación para la Copa de la UEFA.
En 1993 fichó por el R. C. Deportivo de La Coruña, club donde conquistó una Copa del Rey —fue el autor de uno de los goles de la final en la que vencieron al Valencia C. F. por 2-1— y una Supercopa de España en 1995. Permaneció en el equipo gallego hasta 1999, cuando fue traspasado al Real Racing Club de Santander. Tras dos temporadas en las que disputó sesenta y un partidos, se fue a jugar al fútbol mexicano, primero en el Atlético Celaya, y posteriormente en el Club Santos Laguna, ambos de la Primera División. Finalizó su carrera deportiva como jugador del Atlético Arteixo en la campaña 2004-05.
Tras su retirada, fue el segundo entrenador del R. C. Deportivo de La Coruña "B" en las temporadas 2016-17 y 2017-18. Durante el transcurso de esta última pasó a ejercer el mismo cargo en el R. C. Deportivo de La Coruña tras la designación como entrenador de Cristóbal Parralo en octubre de 2017 y hasta su destitución en febrero de 2018. Actualmente ejerce las labores de segundo entrenador en el Racing Club de Ferrol, donde Cristóbal Parralo es el primer entrenador, en la Liga Hypermotion (2.ª división)

## Selección nacional
Formó parte de la selección española sub-21 que consiguió el oro en los Juegos Olímpicos de Barcelona 1992. Tras el éxito en la selección olímpica, debutó como internacional absoluto con la selección de fútbol de España el día 6 de septiembre de 1995 en Granada, ante Chipre. Fue internacional en un total de trece partidos y disputó la Eurocopa 1996.

### Participaciones en Eurocopas
| Torneo        | Sede       | Resultado        |
| ------------- | ---------- | ---------------- |
| Eurocopa 1996 | Inglaterra | Cuartos de final |

## Clubes
| Club                          | País   | Año       |
| ----------------------------- | ------ | --------- |
| Sporting de Gijón Atlético    | España | 1988-1989 |
| Real Sporting de Gijón        | España | 1989-1993 |
| R. C. Deportivo de La Coruña  | España | 1993-1999 |
| Real Racing Club de Santander | España | 1999-2001 |
| Atlético Celaya               | México | 2001-2002 |
| Club Santos Laguna            | México | 2002-2003 |
| Atlético Arteixo              | España | 2004-2005 |